# مناسب لمرضى التوحد
إن مفهوم الصديق للتوحد يعني الوعي بالمشاركة الاجتماعية والعوامل البيئية التي تؤثر على الأشخاص المصابين بالتوحد، مع إجراء تعديلات على أساليب الاتصال والمساحة المادية لتناسب احتياجات الأفراد الفريدة بشكل أفضل.

## نظرة عامة

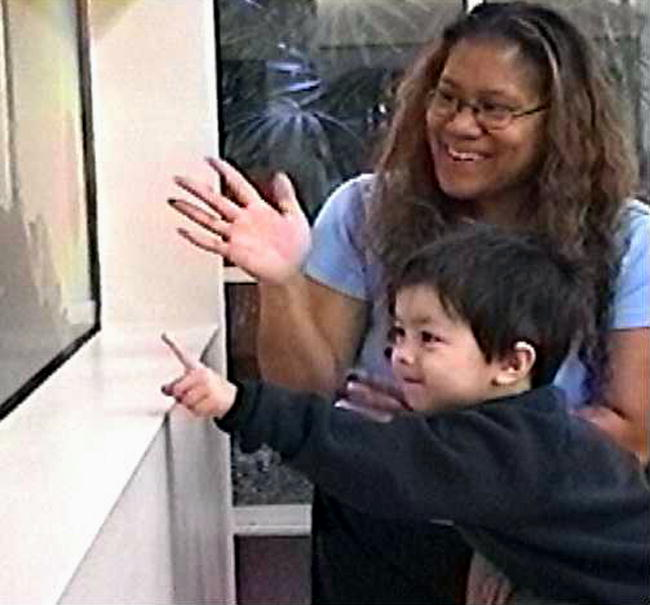
"فتح نافذة على الدماغ التوحدي". طفل مصاب بالتوحد يبلغ من العمر ثلاث سنوات يشير إلى سمكة في حوض أسماك.

يتلقى الأفراد المصابون بالتوحد المعلومات الحسية بنفس الطريقة التي يتلقاها الأفراد غير المصابين بالتوحد، ولكن يعالجونها بشكل مختلف. يمكن أن يؤدي هذا الاختلاف في المعالجة إلى التحميل الحسي الزائد، مما يجعلهم يشعرون بالإرهاق من كمية المعلومات التي يتلقونها وينسحبون كآلية للتكيف. بالإضافة إلى ذلك، قد يكون الشخص المصاب بالتوحد في الواقع يستقبل المزيد من المعلومات الحسية ويغمره فقط الكم الهائل من المدخلات. على هذا النحو، قد يواجهون صعوبة في الأماكن العامة بسبب التواصل المثبط أو التفاعل الاجتماعي أو مرونة تطور الفكر. تساعد معرفة هذه الاختلافات وكيفية التصرف بشكل فعال في إنشاء مجتمع أكثر شمولاً. كما أنها تناسب احتياجات الأفراد المصابين بالتوحد بشكل أفضل.
أن تكون مُراعيًا لمرضى التوحد يعني أن تكون مُتفهمًا ومرنًا في المحادثات الشخصية، وفي البرامج والمناسبات العامة. على سبيل المثال، قد يعتقد الشخص أن شخصًا ما وقح إذا لم ينظر إليه في عينيه أو لم يفهم عبارة "سهلة للغاية"، بينما قد يكون هناك سبب لذلك. وحسب مستوى قدرة الفرد اللغوية، قد يفهم الشخص الذي يسمع عبارة "سهلة للغاية" حرفيًا ولا يفهم أن المقصود حقًا هو "سيكون الأمر سهلًا". بالنسبة للأشخاص المصابين بالتوحد، فإن وجودهم في بيئة مُراعية لمرضى التوحد يعني أنهم سيحظون بقدر معقول من المُحفزات الحسية، مما يجعلهم أكثر هدوءًا، وأكثر قدرة على معالجة المُحفزات الحسية التي يتلقونها، وأكثر قدرة على التواصل مع الآخرين.

### التواصل والتفاعل الاجتماعي
أنشأت المنظمات المهتمة بنشر الوعي حول التوحد وكيفية التعامل معه، مثل دليل التوحد، برامج تدريبية للمجتمعات المحلية لتوضيح كيفية تواصل المصابين بالتوحد أو تفاعلهم بشكل مختلف عن الأشخاص العاديين، أو غير المصابين بالتوحد. كما تقدم اقتراحات لكيفية تعديل ردود أفعال الأفراد لتحسين التواصل. من أمثلة التدريب:
- عندما يكتشف المرء أن شخصًا ما قد لا يكون قادرًا على النظر في عينيه، يجب أن يدرك أنه لا يحاول أن يكون وقحًا، ومن غير المريح بالنسبة له أن يفعل ذلك.
- قد يجد الشخص صعوبة في فهم العبارات المبتذلة أو التعبيرات المجازية، فيترجم العبارة حرفيًا. لكن التحدث مباشرةً وواقعيًا، كأن يقول "الأمر سهل" بدلًا من "سهل جدًا"، يزيد من احتمالية فهم العبارة.
- قد يغفل الشخص المصاب بالتوحد عن لغة الجسد، وتعبيرات الوجه، والإيماءات، والابتعاد عن الآخرين. وهذه فرصة أخرى للشخص ليكون صريحًا وواضحًا، مدركًا أن لغة جسده أو إشاراته الاجتماعية قد لا تُلتقط.
- قد يكون لدى الشخص مفردات أو إدراك كلامي محدود. الصبر مفيد هنا. امنح الشخص وقتًا ليفهم ما قيل. اسأله كيف يمكنك مساعدته. إذا كان يستخدم لغة الإشارة أو مجموعة رموز للتواصل، فكيّف ما يناسبك قدر استطاعتك.

ومن النصائح الأخرى: تجنب إصدار أصوات عالية؛ لا تفاجئهم، وأخبرهم بخططك؛ حدد أو تجنب الأنشطة القوية؛ وتحدث أو شارك في الأنشطة التي يهتمون بها.

### البيئة
قد يكون بعض المصابين بالتوحد شديدي الحساسية للتغيرات في حاسة البصر واللمس والشم والتذوق والصوت ؛ وقد تكون هذه المحفزات الحسية مُشتتة للغاية أو قد تُسبب الألم أو القلق. وهناك آخرون يعانون من فرط الحساسية، وقد لا يشعرون بالتغيرات الشديدة في درجة الحرارة أو الألم. ولكلٍّ من هذه العوامل آثارٌ على تهيئة بيئة مُلائمة لمرضى التوحد.

#### العوامل الاجتماعية
هناك عدة عوامل تُسهم في تهيئة بيئة داعمة. أحدها هو الالتزام بروتين وهيكلية ثابتة. وبما أن تغيير الروتين قد يُسبب قلقًا كبيرًا للعديد من المصابين بالتوحد، فإن الروتين المنظم والمتوقع يُسهم في انتقالات أكثر هدوءًا وسعادة خلال اليوم. ومن العوامل المهمة الأخرى تهيئة مساحة خالية من الإثارة. فالبيئات التي تحتوي على أقل قدر من الإزعاج تُساعد المصابين بالتوحد على الحفاظ على هدوئهم. من المهم التحدث بنبرة هادئة وغير مُزعجة، واستخدام مساحة مادية ذات مستوى منخفض من الإزعاج. كما أن تبني موقف إيجابي ومتعاطف، وضمان عادات ثابتة في العمل والمدرسة والأنشطة الترفيهية، يُساعد أيضًا على تقليل القلق والضيق، ويُساعد الشخص المصاب بالتوحد على النجاح. هذا هو نهج SPELL: هيكل S. إيجابي تعاطف انخفاض الإثارة –  يمكن استخدام القصص الاجتماعية للتواصل حول الطرق التي يمكن للشخص المصاب بالتوحد من خلالها إعداد نفسه.

#### المساحة المادية

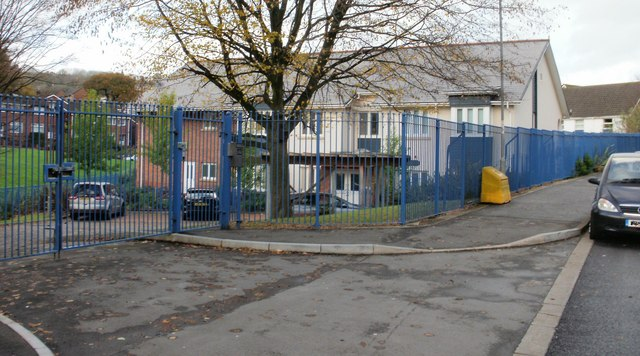
تستخدم نيوبورت تاي نانت التكنولوجيا الذكية الحديثة، وميزات التصميم الملائمة لمرضى التوحد، ونموذج الرعاية الخاص بالتوحد للسماح للمستأجرين بالتحكم في حياتهم بشكل أكبر.

هناك عدة طرق لتصميم وتنظيم المساحة المادية لتكون مناسبة لمرضى التوحد. من المهم أن تُزيّن الغرف مع مراعاة الهدوء، مثل طلاء الجدران بألوان هادئة. يساعد السجاد السميك والزجاج المزدوج على تقليل الضوضاء المشتتة للانتباه (مثل التلوث الضوضائي ). يمكن تنظيم المواد داخل الغرف وتجميعها ووضع علامات عليها بكلمات أو رموز لتسهيل العثور عليها. عندما يكون من غير العملي تغيير المساحات المادية، يمكن للأشخاص ذوي الإدراك الحسي العالي استعارة أدوات مثل صناديق الدعم الحسي من تيسكو موبايل لجعلها أكثر قبولًا.

## المواضيع

### الحياة اليومية
يمكن أن يكون لمراعاة احتياجات مرضى التوحد تأثير كبير على حياة الفرد الشخصية وحياته المهنية، وذلك من خلال الاتساق في جميع مجالات حياة الفرد.

#### العطلات
بما أن كسر الروتين في العطلات العائلية يُسبب ضيقًا لبعض الأشخاص المصابين بالتوحد، فقد تتجنب العديد من العائلات قضاء العطلات. يمكن اتخاذ خطوات لضمان عطلة عائلية ناجحة. من بينها مشاركة المعلومات، مثل الصور أو صفحات الإنترنت. هناك منظمات تُقدم تسهيلات، عند الطلب، لإدارة الضغوطات الشائعة بشكل أفضل، مثل عدم اليقين والحشود والضوضاء. يشمل ذلك حدائق الملاهي التي تُتيح للأشخاص المصابين بالتوحد تجنب الطوابير الطويلة، وشركات الطيران أو المطارات التي قد تسمح بتجربة تجريبية قبل الرحلة. نصيحة أخرى هي الاستعداد قبل الرحلة لوضع خطة للتعامل مع الملل.

### الترفيه

#### المسرح
في الولايات المتحدة، أطلق صندوق تطوير المسرح (TDF) برنامجًا عام 2011 يهدف إلى "جعل المسرح في متناول الأطفال والبالغين المصابين بالتوحد". يُطلق على هذا البرنامج اسم "مبادرة مسرح التوحد"، وهو جزء من برامج إمكانية الوصول، وقد نُفذ بالتعاون مع "التوحد يتحدث" و"ديزني" وخبراء راجعوا العرض لتحديد جوانب التعديل. تشمل التعديلات التي سُميت بهذا الاسم: مناطق هادئة في ردهة المسرح، وتغييرات في الأداء قللت من استخدام الإضاءة القوية والضوضاء، وأماكن يمكن للناس الذهاب إليها لأداء نشاط ما عند مغادرة المسرح. كما أتيحت قبل العرض "قصص اجتماعية"، تشرح طبيعة التجربة (مثل الضوضاء العالية، والحاجة إلى استراحة، والتنقل بين الحشود). وشملت هذه العروض "الأسد الملك" وماري بوبينز.
أقيم العرض الأول لمسرحية ويكد، وهي أول عرض مناسب للأشخاص المصابين بالتوحد، على مسرح ويست إند في لندن، في 14 مايو 2016.

#### سينما الأفلام
قد يكون الذهاب إلى دار السينما تجربةً مُرهقةً لبعض المصابين بالتوحد. فالزحام أثناء انتظار الناس لشراء التذاكر، وارتفاع صوت الفيلم، وإضاءة المسرح الخافتة، كلها عوامل تُحفز التحميل الحسي الزائد، مما يمنع بعض المصابين بالتوحد من مشاهدة الأفلام في السينما. أصبحت بعض دور السينما أكثر ملاءمةً لمرضى التوحد: إذ يتم تعديل الإضاءة بحيث لا تكون مُظلمة للغاية، ويُخفَّض الصوت، وتُدار طوابير الانتظار لمنع الازدحام. وقد وفّرت سينما أوديون في لندن ليالٍ "مُريحة للحواس".
في الولايات المتحدة، تُتاح أيضًا تجارب سينمائية "ملائمة للحواس" بالتعاون مع جمعية التوحد الأمريكية. تُقدم مسارح AMC (AMC) شهريًا أمسيات سينمائية تُتيح للأشخاص المصابين بالتوحد وعائلاتهم فرصة الاستمتاع بأمسية سينمائية مُلائمة لهم. يستهدف البرنامج أيضًا الأشخاص ذوي الإعاقة الآخرين الذين ستُحسّن تجربتهم في مشاهدة الأفلام في مثل هذه البيئة.

#### سانتا كلوز
في كندا، أطلقت مراكز التسوق التابعة لشركة أكسفورد بروبرتيز عمليةً تُمكّن الأطفال المصابين بالتوحد من زيارة سانتا كلوز في المركز التجاري دون الحاجة إلى الازدحام. تفتح المراكز التجارية أبوابها مبكرًا للسماح بدخول العائلات التي لديها أطفال مصابون بالتوحد فقط، والذين لديهم زيارة خاصة مع سانتا كلوز. في عام 2012، كان مركز ساوث سنتر التجاري في كالجاري أول مركز تجاري يُقدم هذه الخدمة. يُوزّع على الأطفال كتيب يشرح العملية، وعند وصولهم إلى المركز التجاري، يُوضعون في منطقة انتظار بالقرب من سانتا كلوز قبل زيارتهم "لضمان راحتهم".

### التعليم
قد يكون تحقيق أفضل النتائج للطفل المصاب بالتوحد أمرًا صعبًا ومعقدًا نظرًا لطريقة كل طفل الفريدة في إدارة التواصل والتفاعل مع الآخرين، والاضطرابات المصاحبة التي تجعل حالة كل طفل فريدة، والفهم الناشئ للتنوع العصبي. يمكن تحسين فعالية المعلم بناءً على وعيه بالاختلافات بين المصابين بالتوحد، وقبوله لطبيعة كل طفل، ومشاركته في الأنشطة الاجتماعية والتعليمية، واستخدام أساليب التدريس التي أثبتت فعاليتها للأشخاص ذوي الإعاقات النمائية.
يلعب المعلمون دورًا رئيسيًا في نجاح الطالب المصاب بالتوحد من خلال مساعدته على فهم الاتجاهات وتنظيم المهام ودعم إنجازاته.[بحاجة لمصدر أفضل] أحد الأمثلة هو تنظيم وتجميع المواد معًا للأنشطة بطرق محددة.
يمنح المعلمون الطلاب المصابين بالتوحد وقتًا إضافيًا للإجابة عندما يُطرح عليهم سؤال. يستغرق الأطفال المصابون بالتوحد وقتًا لاستيعاب المعلومات، لكنهم يُنصتون جيدًا ويستجيبون.[بحاجة لمصدر]
صممت المدارس المُخصصة لرعاية مرضى التوحد، مثل مدرسة باثلايت في سنغافورة، حرمها الدراسي لتوفير بيئة مُلائمة لهم، تُراعي "الكرامة". صُمم الحرم المدرسي هناك هندسيًا، ورُسمت المناظر الطبيعية، ورُسمت الديكورات الداخلية بألوان بسيطة. كل هذا يُساعد على تجنب الإرهاق الحسي. تتميز المدرسة بنسبة مُرتفعة من المُعلمين إلى الطلاب، وتركز على الرعاية، وتوفر برنامجًا شاملًا للتدريب والتعليم على المهارات الحياتية.

#### نظرية التعاطف والتنظيم
يمكن استخدام نظرية التعاطف والتنظيم باستخدام تقنية الفيديو لعرض المعلومات بطريقة مناسبة لمرضى التوحد، مما يعزز الفهم. على سبيل المثال، تُستخدم تطبيقات الحاسوب أو أقراص الفيديو الرقمية (DVD) التي تُظهر ممثلين يُظهرون تعابير وجوههم لتوضيح كيف تُقدم لغة الجسد دلائل على مشاعر الشخص. أو، في حالة فيلم الناقلون، تُستخدم عناصر مثيرة للاهتمام، مثل القطارات، لارتداء الوجوه، مما يجذب المشاهد إليها.

### العدالة والقانون
قد يكون مقابلة شخص يرتدي زيًا داكنًا أمرًا مخيفًا لشخص مصاب بالتوحد، وخاصة عندما يكون ضحية جريمة أو مصابًا. قد يشعر رجال الشرطة ورجال الطوارئ بالإحباط لعدم معرفتهم أن الشخص الذي يتحدثون إليه مصاب بالتوحد. قد لا يتواصل رجال الطوارئ بطريقة تخلق التفاهم وتجعل الموقف أقل إرهاقًا. تم إطلاق برنامج في لندن، أونتاريو، كندا لإدخال المعلومات في قاعدة بيانات حول الأشخاص المصابين بالتوحد بحيث يتم إخطار رجال الشرطة ورجال الطوارئ المستجيبين عندما سيقابلون شخصًا مصابًا بالتوحد وقد يتواصلون بعد ذلك بطريقة تزيد من الفهم وتجعل الموقف أقل إرهاقًا. بطاقات تنبيه التوحد، على سبيل المثال، متاحة للأشخاص المصابين بالتوحد في لندن، إنجلترا، المملكة المتحدة حتى يتمكن رجال الشرطة ورجال الطوارئ من التعرف على الأفراد المصابين بالتوحد والاستجابة بشكل مناسب. تحتوي البطاقات، التي تشجع على التفاعل الملائم للتوحد، على نقطتين رئيسيتين حول التفاعل مع الأشخاص المصابين بالتوحد.

### أحداث الحياة
قد يكون لدى الأشخاص الطبيعيين والأشخاص المصابين بالتوحد طرق مختلفة جدًا في التعبير عن مشاعرهم بشأن أحداث الحياة، بما في ذلك:
- التعامل مع المرض والإصابة والتعافي
- التعامل مع الموت والموت
- دمج الطقوس والتقاليد لإدارة أحداث الحياة
- إدارة العواطف
- التعلم من أحداث الحياة[31]

مع ذلك، فإن اختلاف طريقة تعامل الناس مع مشاعرهم والتعبير عنها لا يعني بالضرورة صوابها أو خطأها. من الأفضل أن تكون صادقًا ومباشرًا لمساعدة الشخص المصاب بالتوحد على إدارة أحداث حياته المهمة. كما أن توفير المعلومات ومنحه الوقت الكافي لاستيعابها عاملان مهمان آخران. وأخيرًا، تُساعد أدوات التواصل أيضًا على معالجة الحدث وإدارته.
يستطيع المصابون بالتوحد مساعدة أنفسهم على إدارة مواقفهم من خلال إدراك مشاعرهم وأفكارهم، والتعبير عن أفكارهم للأشخاص المهمين في حياتهم. ومن الأدوات الأخرى إدراك حاجتهم للمساعدة وطلبها، وشكر الآخرين عند تلقيهم مساعدة أو هدية.

### التكنولوجيا
تشمل التطبيقات التكنولوجية التعليمية للأشخاص المصابين بالتوحد ما يلي:

#### الكتب الرقمية الناطقة
تُستخدم الكتب الرقمية الناطقة لمساعدة الأشخاص ذوي الإعاقة، وخاصةً الأشخاص المكفوفين، وكذلك الأشخاص المصابين بالتوحد.[بحاجة لمصدر]أحد هذه الاستخدامات هو البرامج الكنسية المسجلة.

#### تطبيقات الهاتف المحمول
- من بين مُقدّمي التطبيقات المُلائمة لمرضى التوحد جهاز آي باد، الذي كان بمثابة واجهة بين الطفل وراوي القصة عبر فيديو. بتكرار ما يقوله الراوي، يسمع الأطفال أنفسهم وهم يروون القصة، مثل القط المُتحدّث توم. تُساعد قراءة القصص بصوت عالٍ الأطفال على تحسين مهاراتهم اللغوية والتواصلية، بالإضافة إلى تحسين مهاراتهم الحركية الدقيقة، ومهاراتهم الاجتماعية، ومهاراتهم الحسية.[35]
- يمكن للأشخاص المصابين بالتوحد استخدام تطبيقات أبل آي بود لإدارة مهام العمل. يتيح التطبيق إدارة قائمة مهام وتذكيرات. يساعد هذا الشخص على أن يكون أكثر هدوءًا وفعالية، ويقلل من اعتماده على المديرين أو مدربي العمل لتذكيره بالعمل المطلوب. قال توني جينتري، الذي قاد البحث على التطبيق في جامعة فرجينيا كومنولث: "هذا وقتٌ مثيرٌ للاهتمام لكل من يعمل في مجالات التعليم، وإعادة التأهيل البدني، والدعم المهني، حيث نشهد اندماجًا طال انتظاره بين المنتجات الاستهلاكية والتقنيات المساعدة للجميع".[36]

#### أنواع التكنولوجيا
- لغة ترميز المشاعر[الإنجليزية] هي لغة عامة للتعليق على المشاعر وتمثيلها، ويُفترض استخدامها في مجموعة واسعة من السياقات التكنولوجية التي تتطلب تمثيل المشاعر. تكتسب الحوسبة الموجهة نحو المشاعر (أو " الحوسبة العاطفية ") أهمية متزايدة مع تطور الأنظمة التكنولوجية التفاعلية. بالنسبة للأشخاص المصابين بالتوحد، يمكن استخدامها لتوضيح المغزى العاطفي للمحتوى. وهذا من شأنه تمكين الأشخاص ذوي صعوبات التعلم من إدراك السياق العاطفي للمحتوى.[بحاجة لمصدر]

### التدريب للشركات
نفذت شركة تيسكو، وهي سلسلة متاجر سوبر ماركت متعددة الجنسيات، تدريبًا لموظفيها لتلبية احتياجات عملائها المصابين بالتوحد، والذين يُقدر عددهم بواحد من كل 100 شخص في المملكة المتحدة. يستخدم الموظفون موقعًا تدريبيًا إلكترونيًا ويجيبون على استبيان لتقييم مدى وعيهم باضطرابات طيف التوحد (ASD). تُعد تيسكو أول شركة تشارك في برنامج توعية تقوده جمعية الحكومة المحلية الويلزية (WLGA). صُممت أداة التدريب والاستبيان الإلكترونية هذه لتستخدمها العديد من المؤسسات في ويلز لتحديد الشركات التي تُدرك اضطراب طيف التوحد وتكريمها.
مبادئ الخدمة وُضعت هذه المبادئ لتوجيه الشركات نحو إجراء تغييرات، سواءً كانت مجانية أو منخفضة التكلفة، على منشآتها وممارساتها. تتناول هذه المبادئ التحديات الشائعة التي يواجهها الأشخاص المصابون بالتوحد أثناء تواجدهم في المجتمع. بتطبيق أكبر عدد ممكن من هذه المبادئ، يمكن للشركات معالجة التحديات الأكثر شيوعًا التي يُبلغ عنها الأشخاص المصابون بالتوحد. تعمل كوريمال، نيو ساوث ويلز، أستراليا، على أن تصبح أول مجتمع صديق للتوحد في أستراليا.

### المرافق الترفيهية

#### الترفيه الشامل
الترفيه الشامل، ويسمى أيضًا الترفيه التكيفي، هو عندما يتم تعديل الأنشطة الترفيهية لاستيعاب الأشخاص ذوي الإعاقة.

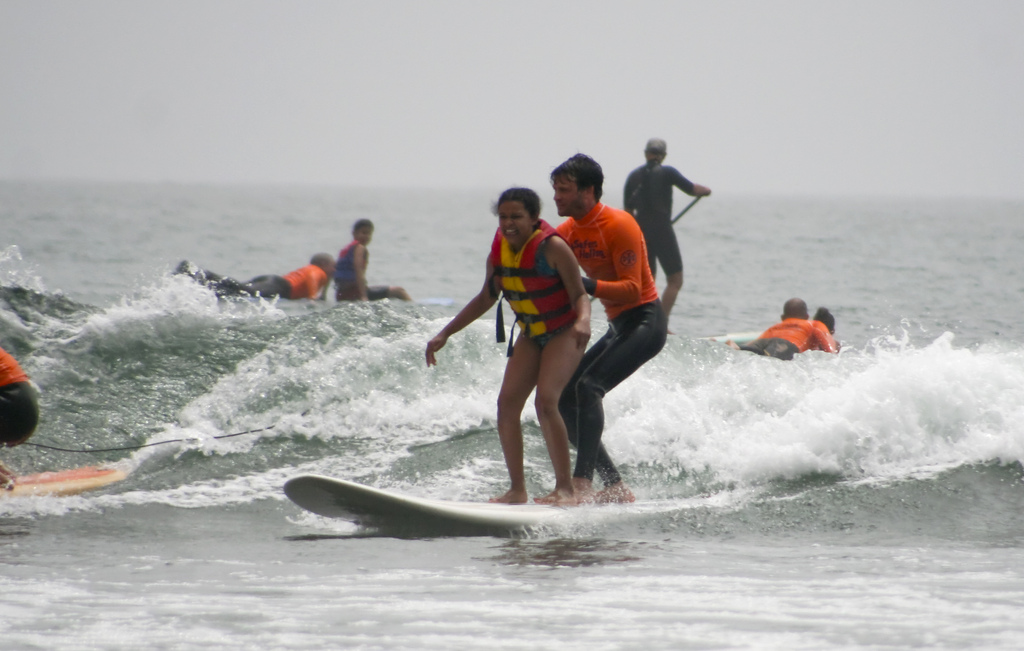
ماليبو، كاليفورنيا، الترفيه التكيفي لركوب الأمواج
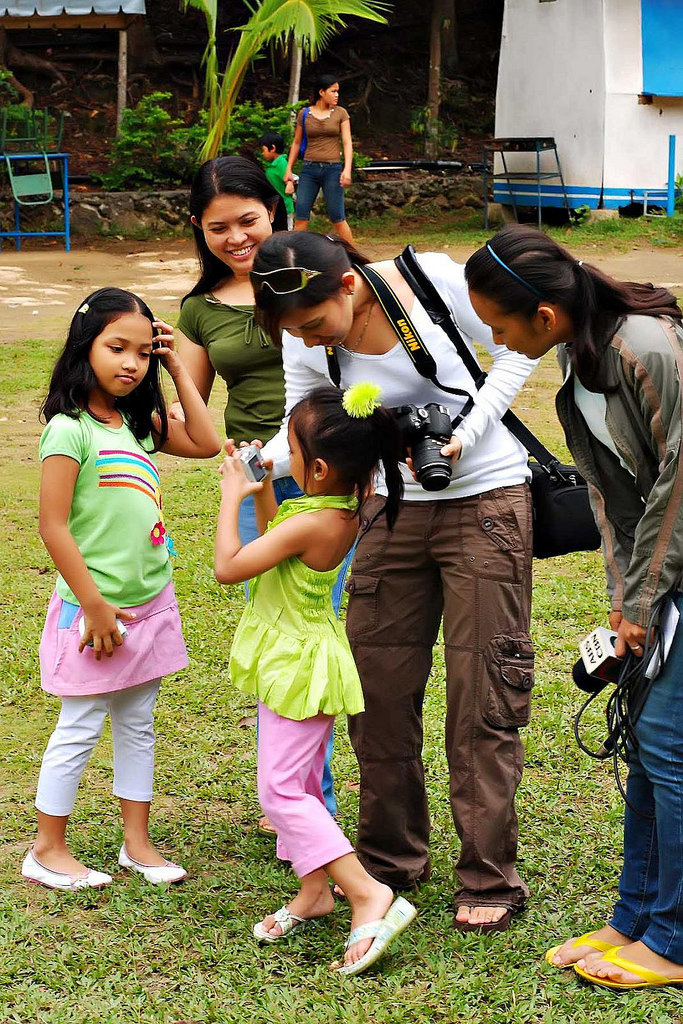
ورشة عمل صور اللعب الموجه للأطفال المصابين بالتوحد

## المشاركة المجتمعية
المنظمات أو البرامج التي تعمل على تعزيز الجهود الصديقة للتوحد هي:
- حملة التوعية بالتوحد في المملكة المتحدة
- يمنح دليل التوحد[الإنجليزية] في إنجلترا علامة "مُلائمة للتوحد" للشركات التي تخضع لتدريب مجاني للتوعية بالتوحد يُقدمه الدليل. يُشير هذا إلى أن هذه الشركة تحديدًا لديها وعي أساسي بالتوحد، ويُمثل مؤشرًا جيدًا لأي عملاء مُحتملين مصابين بالتوحد[2]1
- معهد أبحاث التوحد[الإنجليزية] (الولايات المتحدة)
- الجمعية الوطنية للتوحد (المملكة المتحدة)
- ميثاق التوحد الصديق هو عبارة عن منصة تعليمية مجانية عبر الإنترنت ودليل أعمال شامل تم تطويره بالشراكة مع الأفراد المصابين بالتوحد وعائلاتهم.

## حركة حقوق التوحد

يمثل رمز اللانهاية متعدد الألوان تنوع طيف التوحد بالإضافة إلى حركة التنوع العصبي الأكبر.

تشجع حركة حقوق التوحد الأشخاص المصابين بالتوحد على "تقبّل تنوعهم العصبي" وتحثّ المجتمع على تقبّل التوحديين كما هم. وتدعو الحركة إلى منح الأطفال المزيد من الأدوات للتأقلم مع العالم غير التوحدي بدلاً من محاولة تحويلهم إلى أشخاص طبيعيين، وترى أن على المجتمع أن يتعلم تقبّل السلوكيات غير المؤذية مثل التشنجات اللاإرادية والتحفيزات كرفرفة اليدين أو الهمهمة. ويقول نشطاء حقوق التوحد إنه يمكن السيطرة على "التشنجات اللاإرادية، مثل التأرجح المتكرر والنوبات العنيفة" إذا بذل الآخرون جهدًا لفهم المصابين بالتوحد، بينما لا تتطلب سمات التوحد الأخرى، مثل "صعوبة التواصل البصري، أو الفكاهة الممتعة، أو الخروج عن الروتين"، جهودًا تصحيحية إذا كان الآخرون أكثر تسامحًا.

### فخر التوحد
يشير الفخر التوحدي إلى الفخر بالتوحد وتغيير النظرة إليه من "مرض" إلى "اختلاف". يُشدد الفخر التوحدي على الإمكانات الفطرية في جميع التعبيرات الظاهرية البشرية، ويُشيد بالتنوع الذي تُعبر عنه مختلف الأنماط العصبية. يؤكد الفخر التوحدي أن المصابين بالتوحد ليسوا مرضى؛ بل لديهم مجموعة فريدة من الخصائص التي تُتيح لهم العديد من المكافآت والتحديات، على غرار أقرانهم غير المصابين بالتوحد.

## للقراءة الإضافية
- Bishop, Beverly (author) and Craig Bishop (Illustrator). (2011). My Friend with Autism: Enhanced Edition with FREE CD of Coloring Pages! Future Horizons. (ردمك 193527418X).
- Beadle-Brown J., Roberts R. and Mills R. (2009). "Person-centred approaches to supporting children and adults with autism spectrum disorders." Tizard Learning Disability Review. 14:(3). pp. 18–26. It is available from the National Autistic Society (NAS) Information Centre, UK
- Fahrety, Catherine (author) and Gary B. Mesibov, Ph.D. (contributor). (2008). Understanding Death and Illness and What They Teach about Life: An Interactive Guide for Individuals with Autism or Asperger's and Their Loved Ones. Future Horizons. (ردمك 1932565566).
- Mills, R. (Winter 1999). "Q & A: SPELL." Communication. pp. 27–28. It is available from the National Autistic Society (NAS) Information Centre, UK.
- Povey C. (2009). "Commentary on person-centred approaches to supporting children and adults with autism spectrum disorders." Tizard Learning Disability Review. 14:(3). pp. 27–29. It is available from the National Autistic Society (NAS) Information Centre, UK.